# Aphanotrigonum hungaricum
Aphanotrigonum hungaricum är en tvåvingeart som beskrevs av Dely-draskovits 1981. Aphanotrigonum hungaricum ingår i släktet Aphanotrigonum och familjen fritflugor.
Artens utbredningsområde är Ungern. Arten har ej påträffats i Sverige. Inga underarter finns listade i Catalogue of Life.